# Graptodytes varius
Graptodytes varius är en skalbaggsart som först beskrevs av Aubé 1838.  Graptodytes varius ingår i släktet Graptodytes och familjen dykare. Inga underarter finns listade i Catalogue of Life.